# Jogos Pan-Arábicos de 1957
Os Jogos Pan-Arábicos de 1957 foram a segunda edição dos Jogos Pan-Arábicos. Realizado entre 12 e 27 de outubro de 1957 na capital libanesa Beirute, o evento contou com a participação de cerca de 914 atletas de dez países do mundo árabe.
Com a ausência da delegação do Egito, o Líbano ficou em primeiro lugar no quadro de medalhas.

## Quadro de medalhas

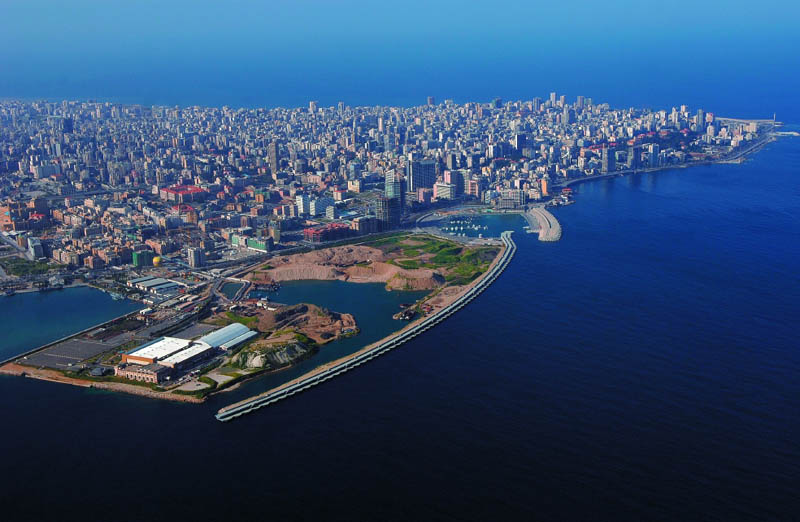
Vista de Beirute, Líbano